# Даниельс, Роланд
Роланд Даниельс (нем. Roland Daniels; 19 января 1819, Ангельсдорф, провинция Юлих-Клеве-Берг — 29 августа 1855, Ангельсдорф, Рейнская провинция) — немецкий врач, философ, политический деятель и революционер.

## Биография
Роланд Даниельс родился 20 января 1819 года в Ангельсдорфе. В молодости познакомился с Карлом Марксом и Фридрихом Энгельсом; под влиянием встречи с Марксом в Париже в 1844 году стал убеждённым материалистом и коммунистом. Вступил в Союз коммунистов, через какое-то время он стал его руководителем. Даниельс играл руководящую роль в деятельности ЦК Союза коммунистов в Кёльне в 1850—1851 годах. Программой союза являлся Манифест Коммунистической партии.
Будучи был близким другом Маркса и Энгельса, Даниельс оказывал им всяческую помощь.
Параллельно с политической активностью Роланд Даниельс занимался врачебной деятельностью.
В 1852 году прусское правительство инспирировало Кёльнский процесс коммунистов, и Роланд Даниельс был арестован и помещён в тюрьму, где заболел туберкулёзом. После заключения в тюрьму Роланд Даниельс лишился всех должностей — как политических, так и медицинских, хотя и был за недостатком улик оправдан в ноябре 1852 года.
Скончался 29 августа 1855 года в тюрьме Ангельсдорфа от туберкулёза.

## Научные работы
Роланд Даниельс одним из первых сделал попытку применить диалектический материализм в области естествознания в большой неопубликованной работе «Микрокосмос. Набросок физиологической антропологии» (1850).